# 鶴澤清治
鶴澤 清治（つるざわ せいじ、1945年10月15日 - ）は、義太夫節三味線方。日本芸術院会員、文化功労者。人間国宝（重要無形文化財保持者）。本名は中能島 浩（なかのしま ひろし）。

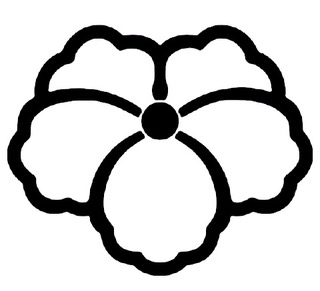
中陰蔦

## 概要
義太夫節の三味線方。二代目鶴澤道八の甥で後に養子。甥に六代目竹本織太夫と鶴澤清馗がいる。門弟には、直弟子の二代目鶴澤藤蔵（五代目鶴澤清二郎）、鶴澤清志郎、鶴澤清馗の他、養父二代目鶴澤道八門弟の預かりとして、二代目鶴澤清友、鶴澤清介、鶴澤八介がいる。孫弟子に、四代目鶴澤友之助（二代目鶴澤清友門弟）、鶴澤清丈'、鶴澤清公、鶴澤清允、鶴澤清方、鶴澤清斗（鶴澤清介門弟）がいる。妻は中能島知子（中能島欣一と中能島慶子の娘。今井慶松の孫）。定紋は中陰蔦。

## 来歴

### 生い立ち

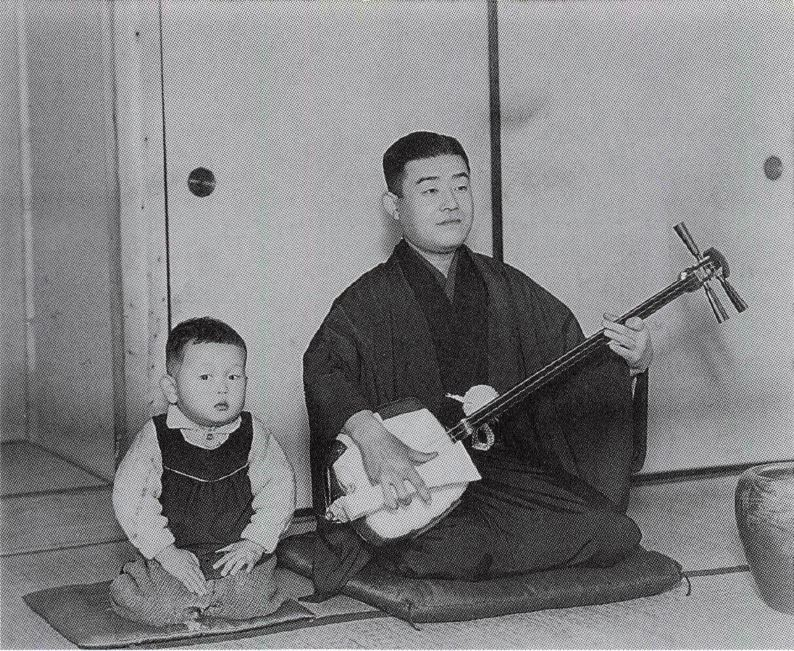
1948年8月7日、養父の初代鶴澤清友（右）と

中国大陸の大連市出身。

### 三味線奏者として
1953年、4代鶴澤清六に入門、清治を名乗る。1954年、9歳で四ツ橋文楽座で初舞台。1960年、2代鶴澤道八、1964年、10代竹沢弥七に師事。近畿大学法学部中退。1972年、芸術選奨新人賞受賞。1976年から1989年まで、4代竹本越路大夫の三味線を務めた。1999年、モービル音楽賞（邦楽部門）受賞。2004年、日本芸術院賞・恩賜賞受賞、2006年、紫綬褒章受章、2007年、重要無形文化財保持者（人間国宝）に認定、2014年12月 日本藝術院会員。2020年文化功労者。